# Orbán Ernő
Orbán Ernő (Csapod, 1936. szeptember 7. –) magyar gyógyszerész.

## Élete
Középiskoláit a Budapesti Petrik Lajos Vegyipari Szakközépiskolában (1951-55) végezte.
1960-ban a Budapesti Semmelweis Egyetem Gyógyszerésztudományi Karán gyógyszerész diplomát szerzett. 1960-65 között előbbi egyetem Gyógyszerészeti Intézetében tanársegédként dolgozott.
1965-től 1970-ig a Gyógyszerkutató Intézet (Budapest) tudományos munkatársa, tudományos főmunkatársa (1970-74), majd 1974 és 1996 között tudományos osztályvezető.
1967-ben a Szegedi Orvostudományi Egyetemen az „Amidazofén-barbiturát molekulavegyületek kialakulásának vizsgálata” c. disszertációja alapján PharmDr címet szerzett.
1975-78 között az MTA aspiránsa volt. 
1978-ban a „Nyújtott hatású koagulumok előállítása poli(metakrilsav-metakrilsavmetilészter) latex felhasználásával” c. disszertációját megvédve nyerte el a „kémiai tudomány kandidátusa” tudományos fokozatot.
A Gyógyszerkutató Intézetben fenntartott állása mellett – 1970-től 1974-ig a Havannai Egyetem Gyógyszerésztudományi Karán vendégprofesszorként dolgozott.
Hazai és külföldi szakfolyóiratokban számos tudományos közleményt publikált. Munkatársaival közösen szakterületével kapcsolatos 33 szabadalom szerzője.
A Magyar Gyógyszerészeti Társaság (1970) tagja. A Kubai Gyógyszerészeti Társaság (1973) és a Spanyol Gyógyszerészeti Társaság (1987) tiszteletbeli tagja.